# 陆通霄
陆通霄，字沖甫，號思山，湖广江夏人，是一名明朝政治人物。

## 生平
嘉靖四十年（1561年）辛酉科湖广乡试举人，初任江西建昌府推官。擢户部主事，督粮河西务。升户部云南司郎中，督漕运。
陆通霄曾于万历五年接替吕一静任兴化府知府一职，万历十年由李伯芳接任。萬曆十年二月升雲南按察司副使。